# Удивительные сведения об окружающих морях

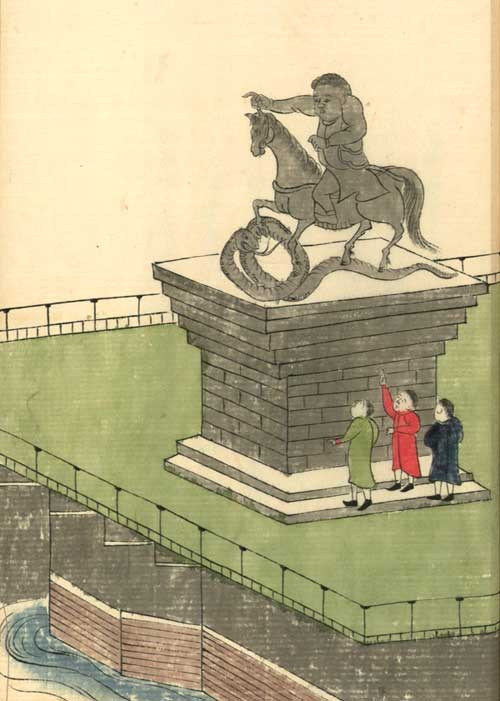
Медный всадник на иллюстрации из 11-го свитка «Канкай ибун»

Удивительные сведения об окружающих [Землю] морях или Канкай ибун (яп. 環海異聞) — японская рукопись 1807 года, содержащая записи допросов четырёх японских моряков, оказавшихся в Российской империи в результате кораблекрушения и возвращённых в Японию с российским посольством во главе с камергером, одним из основателей Русско-американской компании, Н. П. Резановым. Копии рукописи хранятся в Японии, России и Великобритании. «Канкай ибун» из собрания рукописного фонда Института восточных рукописей РАН на русский язык перевёл японист В. Н. Горегляд.
Рукопись представляет собой хронологический рассказ японских моряков об их странствиях и жизни в России, в ней изложены воспоминания японцев о занятиях, традициях, одежде, пище и быте русских людей. Она также включает в себя русско-японский словарь. Эта рукопись долгое время была источником знаний и представлений как японских официальных кругов, так и общественности о России.

## История
В декабре 1793 года из японского порта Исиномаки в Эдо вышло судно под названием «Вакамия-мару» с грузом риса и древесины. Её экипаж составлял 17 человек. В Тихом океане судно сбилось с курса, лишилось паруса и спустя полгода дрейфа было прибито к Алеутским островам. На острове 16 выживших моряков (капитан «Вакамия-мару» вскоре умер от водянки) прожили десять месяцев, пока встретили агентов Русско-американской компании, доставивших японцев в Охотск. Из Охотска моряков перевезли в Якутск, а потом — в Иркутск, где они прожили 8 лет.
В 1803 году император России Александр I решил отправить в Японию посольство во главе с Резановым и принял группу японских моряков в своём дворце. Четыре моряка согласились присоединиться к посольству Резанова в составе кругосветной экспедиции И. Ф. Крузенштерна, вышедшей 26 июня 1803 года из Кронштадта. Посольство Резанова прибыло в Японию 26 сентября 1804 года, однако моряков передали японским властям только 27 марта 1805 года. Японские чиновники — Оцуки Гэнтаку и Симура Хироюки — допросили трёх моряков (четвёртый моряк во время ожидания попытался совершить самоубийство и повредил себе горло) и на основе этих записей написали в 1807 году «Канкай ибун».